# اکسل انرژی
اکسل انرژی (انگلیسی: Xcel Energy) شرکت برق آمریکایی است، که در سال ۱۹۰۹ تأسیس شد.